# Christian Dietrich Grabbe

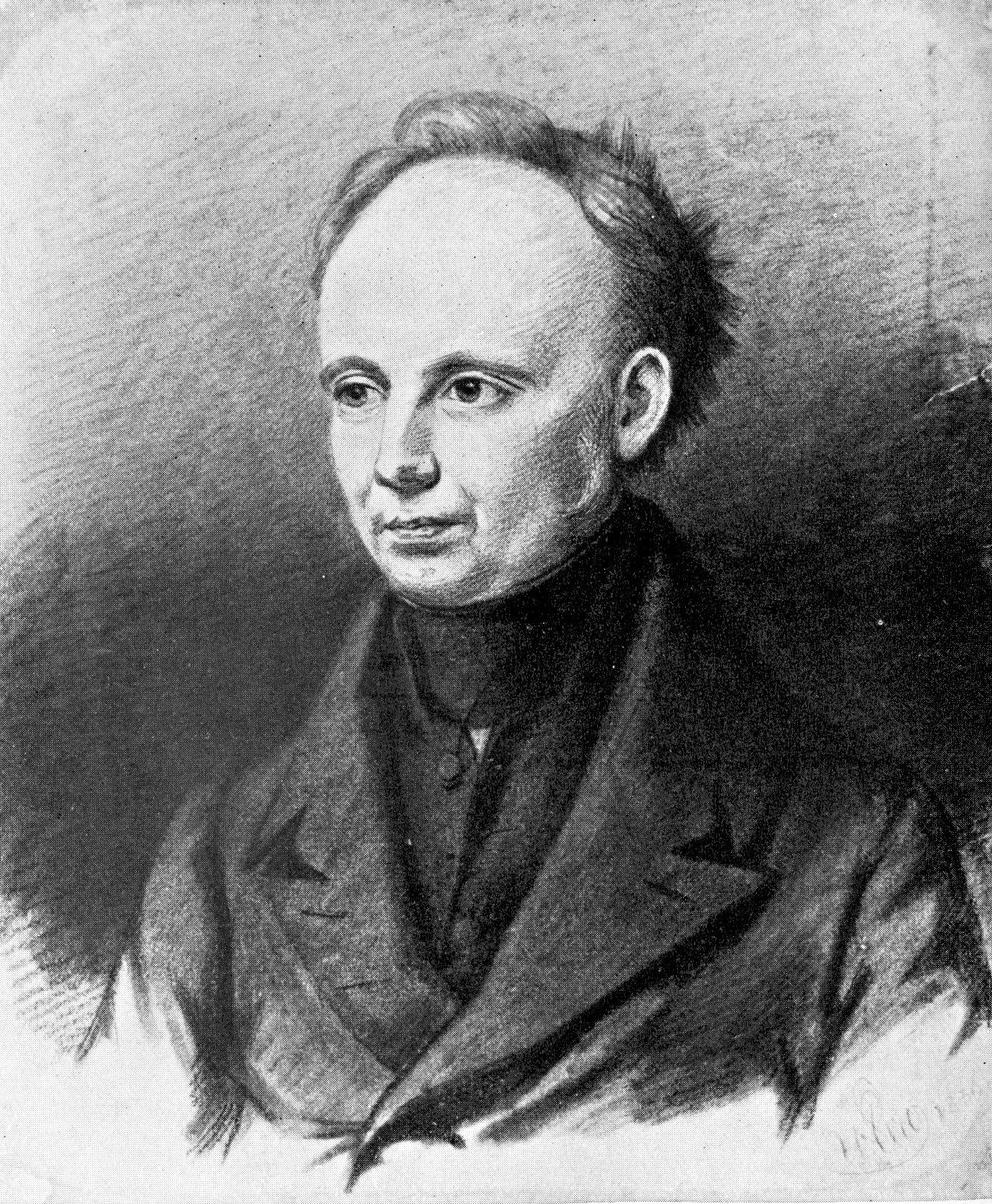
Christian Dietrich Grabbe, Lithografie von Wilhelm Severin nach einer Zeichnung von Joseph Wilhelm Pero

Christian Dietrich Grabbe (* 11. Dezember 1801 in Detmold; † 12. September 1836 ebenda) war ein deutscher Dramatiker des Vormärz.

## Leben

Christian Dietrich Grabbe, Kupferstich von Franz Xaver Stöber nach Theodor Hildebrandt

Grabbe kam als Sohn eines Zuchthausaufsehers zur Welt. Schon als Gymnasiast in Detmold unternahm er mit 16 Jahren erste Versuche als Dramatiker. Ein Stipendium der Landesfürstin ermöglichte ihm ab 1820 ein Jura-Studium in Leipzig, das er 1822 in Berlin fortsetzte. In Berlin lernte er Heinrich Heine kennen. Nach dem Abschluss des Studiums 1823 bemühte er sich vergeblich, eine Stellung an einem deutschen Theater als Schauspieler oder Regisseur zu bekommen. Er kehrte nach Detmold zurück und legte im folgenden Jahr sein Juristisches Staatsexamen ab.
Auch die Versuche, in Detmold eine Stellung als Jurist zu finden, waren zunächst erfolglos; erst 1826 übernahm er die unbezahlte Vertretung eines erkrankten Auditeurs, dessen besoldeter Nachfolger er 1828 wurde. 1829 erfolgte in Detmold mit Don Juan und Faust die einzige Aufführung eines seiner Dramen zu Lebzeiten. Ab 1831 verschlechterte sich der Gesundheitszustand Grabbes zusehends, die Folgen seines Alkoholismus wurden sichtbar (eine für Grabbes Alkoholkonsum charakteristische Episode aus dem Herbst 1828 wird von Georg Fein geschildert). Eine Verlobung mit Henriette Meyer wurde von dieser gelöst, als sich Grabbe wieder der zehn Jahre älteren Louise Christiane Clostermeier zuwandte, die ihn bereits einmal abgewiesen hatte. 1833 heiratete er sie, doch die Ehe erwies sich schon bald als unglücklich. 
1834 gab er sein Amt auf. Er reiste über Frankfurt am Main, wo er sich mit seinem Verleger überwarf, nach Düsseldorf. Dort hatte er sein Wohnhaus in der Bolkerstraße 6. Der heutige Nachkriegsbau in der Ritterstraße 21 zeigt eine Steintafel, die auf seinen damaligen Aufenthalt hinweist: „In diesem Hause Litt und Stritt der Dichter Chr. Dietr. Grabbe 1834 bis 1836“. Dort arbeitete er mit Karl Immermann, den er 1831 kennengelernt hatte, am von diesem erneuerten Stadttheater. Doch auch diese Zusammenarbeit dauerte wegen Grabbes Depressivität und seiner Alkoholexzesse nicht lange. 1836 kehrte er noch einmal nach Detmold zurück; seine Frau reichte die Scheidung ein. Noch im selben Jahr starb Grabbe in seiner Geburtsstadt an Rückenmarksschwindsucht.

## Werk
Grabbe war neben Georg Büchner der bedeutendste Erneuerer des deutschsprachigen Dramas seiner Zeit. Er war von Shakespeare und dem „Sturm und Drang“ beeinflusst. In seinen ambitionierten Dramen, die mit ihren Massenszenen und schnellen Szenenwechseln die damalige Theater- und Bühnentechnik überforderten, löste er die strenge Form des klassischen Dramas in eine Folge locker verbundener Szenen auf und wurde zum Wegbereiter des Realismus auf der Bühne. In seinen Stücken entwarf er eine desillusionierende bis pessimistische Weltsicht mit teilweise schrillen Szenen.
Nach seinem Tod zunächst vergessen, wurde Grabbes Werk in Teilen erst von den Dramatikern des Naturalismus und Expressionismus wiederentdeckt. Verehrung fand er als nationaler Dichter unter dem Nationalsozialismus, wobei die von ihm überlieferten antisemitischen Aussagen, vereinzelte judenfeindliche Passagen in seinen Stücken (vor allem Aschenbrödel) und die nationale Tendenz seiner Stoffe (insbesondere Die Hermannsschlacht) zu ideologischen Anknüpfungspunkten wurden. Vor allem in den 1930er Jahren wurden mehrere Straßen nach Grabbe benannt.

## Moderne Rezeption

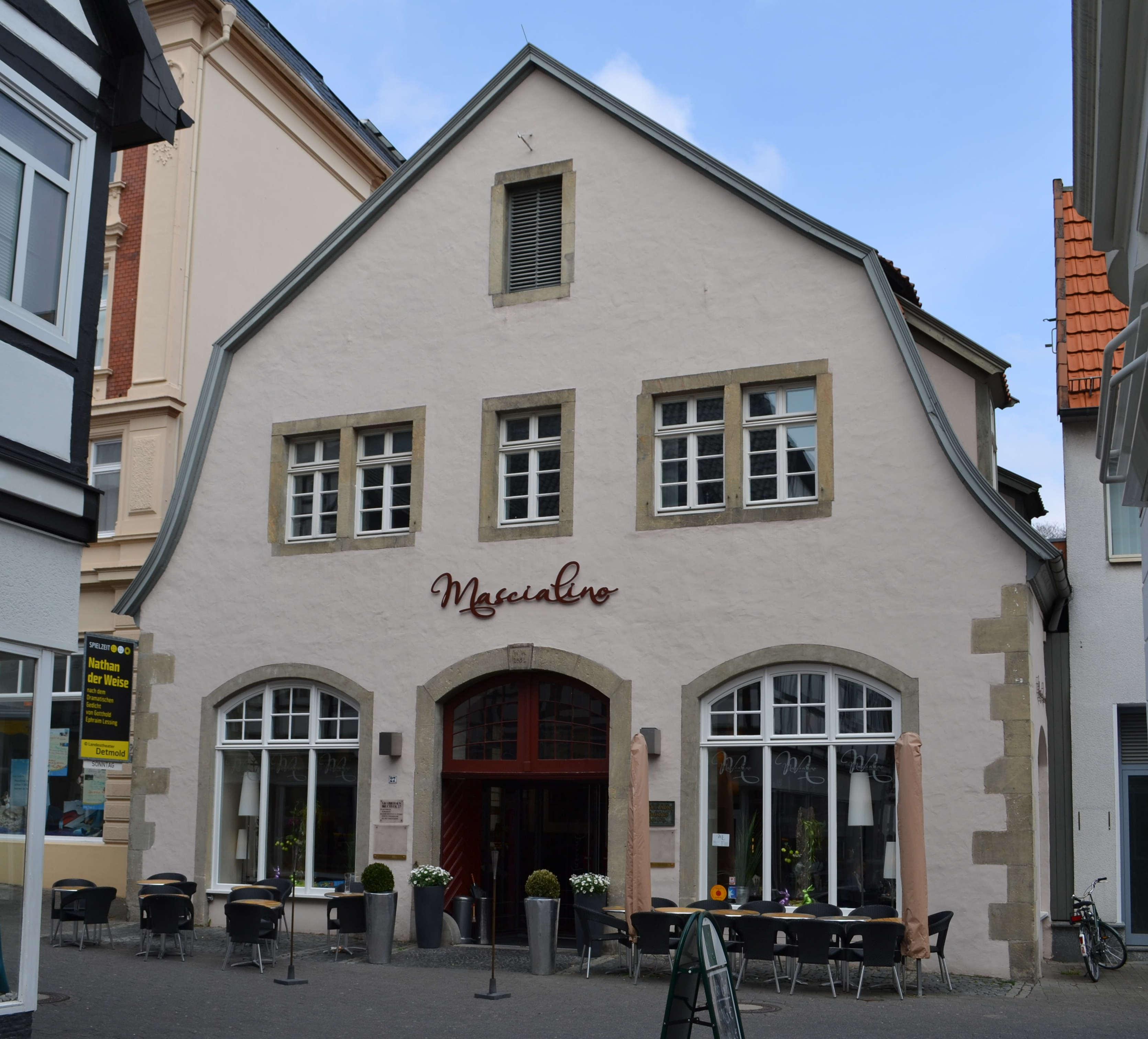
Geburtshaus in der Bruchstraße, Detmold

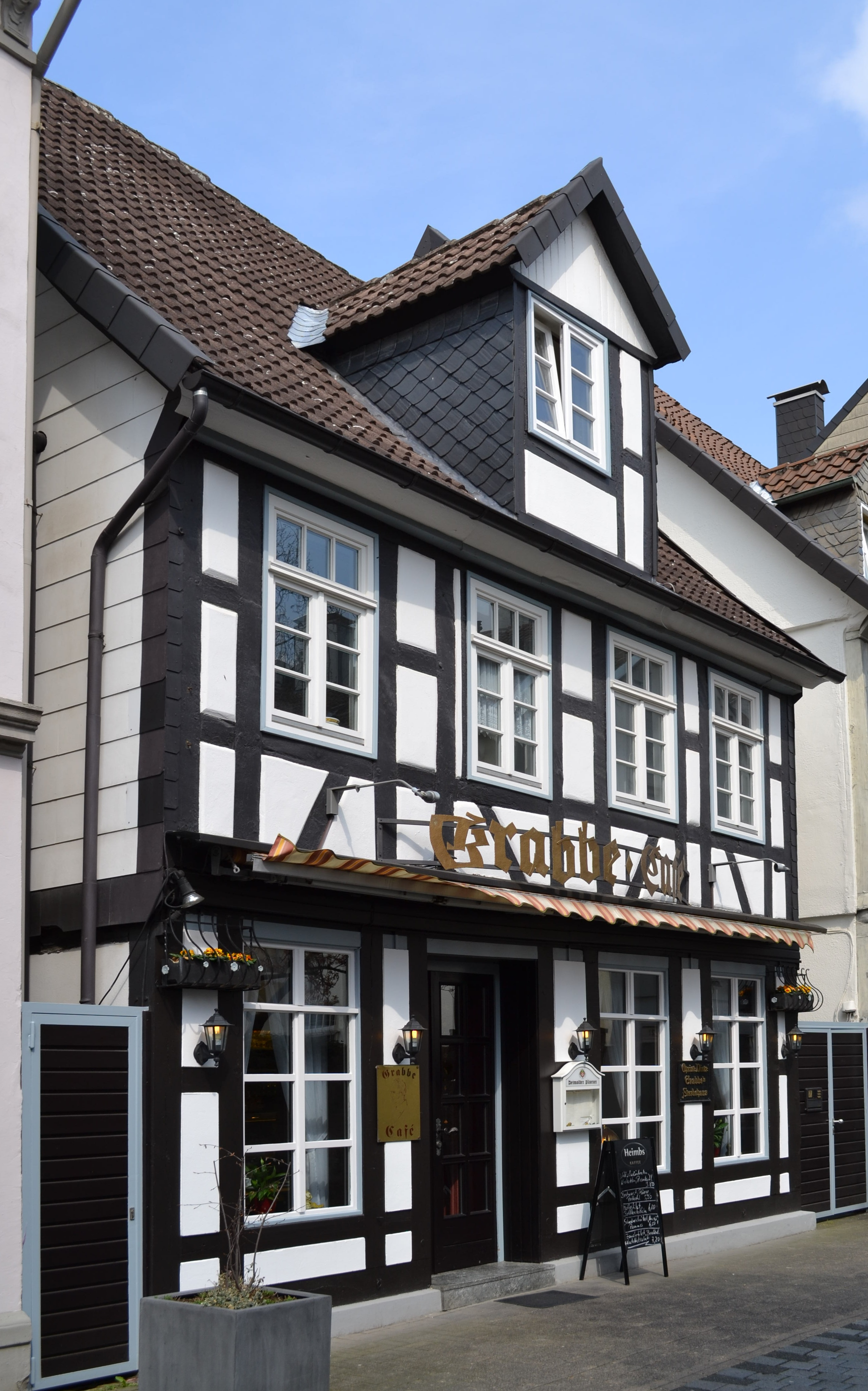
Letzter Wohnsitz Grabbes, Detmold

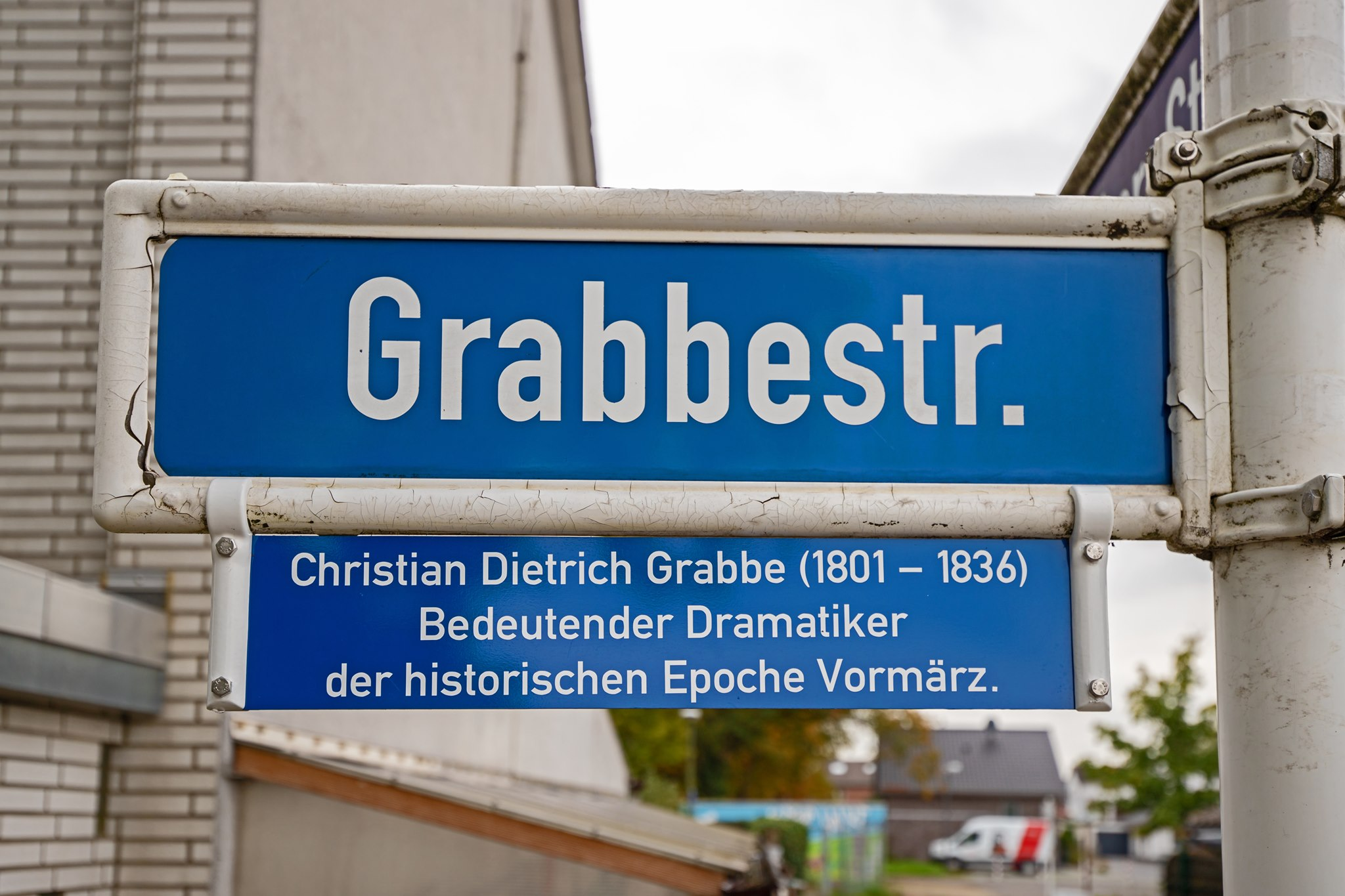
Ehrung durch Straßennamen mit erklärendem „Legendenschild“

Während Herzog Theodor von Gothland als eines der eindrucksvollsten Debütwerke eines deutschen Dichters gilt und schon damals durch seinen durchdringenden Nihilismus schockierte, werden heute vor allem Napoleon oder Die hundert Tage und Hannibal als bedeutende Dramen des Vormärz geschätzt, da sie ein realistisches, heterogenes Geschichtsbild vermitteln. Scherz, Satire, Ironie und tiefere Bedeutung wird als eine der wirkungsvollsten deutschen Komödien noch heute des Öfteren gespielt.
Wegen Grabbes bewusster Missachtung dramaturgischer und bühnentechnischer Grundregeln gestaltet sich die Inszenierung seiner Stücke aber auch heute noch als schwierig. Vor allem das Napoleon-Drama stellt durch seine hohe Figurenanzahl, wechselnde Schauplätze und filmisch anmutende Schlachtenszenen jede Bühne vor große Herausforderungen. Das Theater Neue Bühne Senftenberg führte im Herbst 2009 während des 6. GlückAufFest GRAB(B)E! in mehreren Theaternächten viele seiner Stücke wieder auf. Eröffnet wurde der Abend mit Sewan Latchinians Stück Grabbes Grab. Anschließend wurden parallel in verschiedenen Spielstätten des Theaters (Studio, Seitenmagazin, Zirkuszelt) Die Hermannsschlacht, Hannibal und Napoleon oder Die hundert Tage gespielt. Beendet wurde der Abend mit Scherz, Satire, Ironie und tiefere Bedeutung.
Die Stadt Detmold vergibt seit 1994 in unregelmäßigen Abständen zusammen mit der Grabbe-Gesellschaft und dem Landesverband Lippe den Christian-Dietrich-Grabbe-Preis für neue dramatische Literatur.

## Werke
- Herzog Theodor von Gothland. Tragödie, vollendet 1822. Uraufführung Wien 1892.
- Scherz, Satire, Ironie und tiefere Bedeutung. Lustspiel, geschrieben 1822, Änderungen bis 1827. Uraufführung München 1907.
- Nannette und Maria. Melodram, entstanden 1823, Uraufführung Kettwig 1914.
- Marius und Sulla. Dramenfragment, entstanden 1823–1827. Uraufführung Detmold 1936.
- Über die Shakspearo-Manie. Theaterkritische Abhandlung, entstanden 1827.
- Don Juan und Faust. Tragödie, vollendet 1828. Uraufführung Detmold 1829.
- Kaiser Friedrich Barbarossa. Drama, erster Teil des Hohenstaufen-Zyklus, vollendet 1829. Uraufführung Schwerin 1875.
- Kaiser Heinrich VI. Drama, zweiter Teil des Hohenstaufen-Zyklus, vollendet 1829. Uraufführung Schwerin 1875.
- Etwas über den Briefwechsel zwischen Schiller und Goethe. Literaturkritische Abhandlung, geschrieben im Juni 1830, auszugsweise im Druck in Hermann. Ein Centralorgan für Rheinland-Westphalen (21. Juni 1835).
- Napoleon oder Die hundert Tage. Drama, vollendet 1831. (Digitalisat und Volltext im Deutschen Textarchiv) Uraufführung Frankfurt am Main 1895.
- Kosciuszko. Dramenfragment über Tadeusz Kościuszko, entstanden 1835.
- Aschenbrödel. Lustspiel, 1. Fassung vollendet 1829, 2. Fassung vollendet 1835. Uraufführung Detmold 1937.
- Hannibal. Tragödie, vollendet 1835. Uraufführung München 1918.
- Der Cid. Libretto zu einer geplanten Oper von Norbert Burgmüller, entstanden 1835. Uraufführung Loipfing/Isen 2002.[7]
- Die Hermannsschlacht. Drama, entstanden 1835–1836. Uraufführung Freilichtbühne Nettelstedt 1934.
- Briefe. Hrsg. u. m. e. Nachwort versehen v. Lothar Ehrlich. Aisthesis, Bielefeld 1995.

## Hörbücher
- … und nichts als nur Verzweiflung kann uns retten. Ein Hörbuch zu Christian Dietrich Grabbe (1801–1836) von Detlef Grumbach (NDR 3, Kulturelles Wort). Aisthesis, Bielefeld 2001.
- Man könnte ihn einen betrunkenen Shakespeare nennen. Grabbe – eine Tragödie in Briefen. Gelesen von Walter Sittler. Bielefeld 2002 [Edition Nyland im Pendragon Verlag] ISBN 3-934872-32-8 (Audio-CD, 65:11 Min.)
- Christian Dietrich Grabbe: Scherz, Satire, Ironie und tiefere Bedeutung. Gelesen von Wiglaf Droste und Harry Rowohlt. München 2006, ISBN 978-3-86604-333-6 (Random House Audio – 2 CDs, 83 Min.)
- Ich Grabbe – Das Werk am Stück, von Rolf Schönlau, mit Stephan Clemens u. a., Berliner Hörspiele, Audible, Berlin 2023 (49:15 Min.)

## Verfilmungen

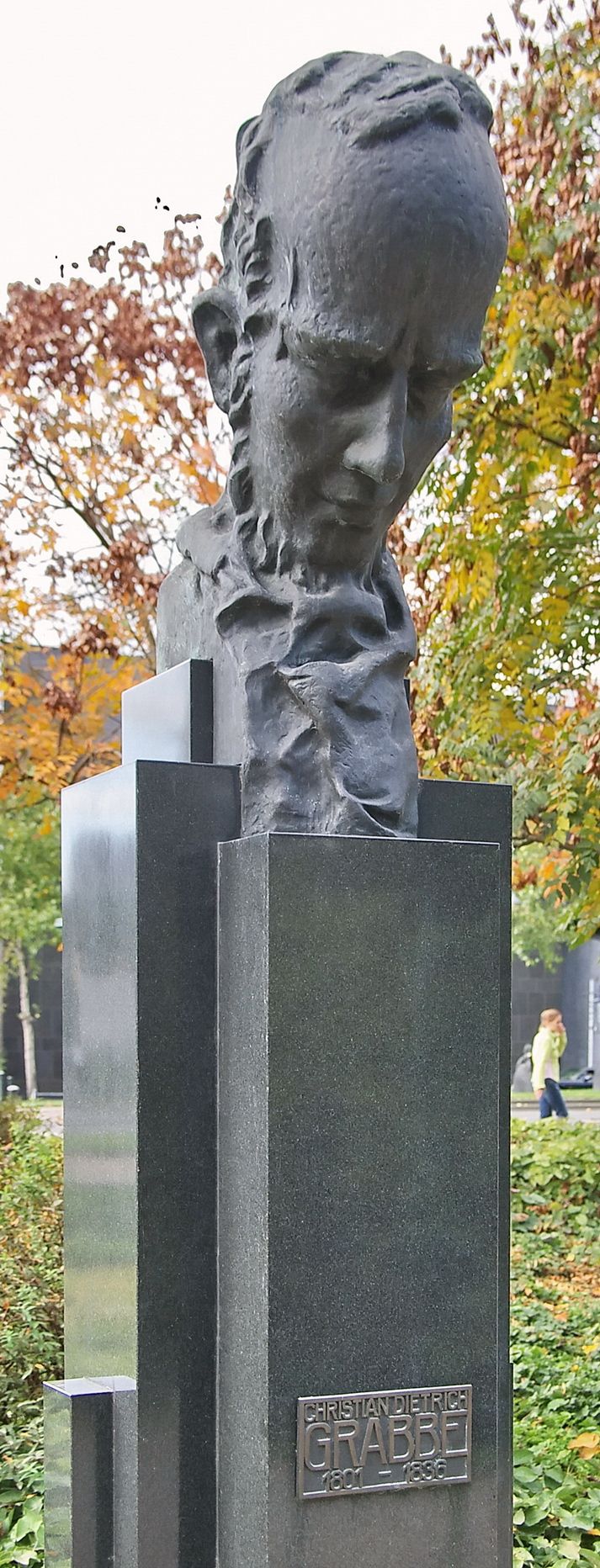
Büste im Düsseldorfer Hofgarten am Grabbeplatz

- Grabbes letzter Sommer, Drehbuch: Thomas Valentin, basierend auf dem gleichnamigen Roman desselben Autors; Regie: Sohrab Shahid Saless, Produktion: Radio Bremen, Erstausstrahlung: ARD, 7. Dezember 1980. Postum wurde der 15 Tage nach der Ausstrahlung verstorbene Autor Thomas Valentin für das Drehbuch 1981 mit dem Adolf-Grimme-Preis mit Gold ausgezeichnet (zusammen mit Sohrab Shahid Saless und Wilfried Grimpe). Der Fernsehfilm schildert einfühlsam die letzten Lebensmonate des Dichters in Detmold, gedreht wurde allerdings in Verl.
- Die Hermannsschlacht, Buch, Regie und Produktion: Christian Deckert, Hartmut Kiesel, Christoph Köster, Stefan Mischer und Cornelius Völker, Verleih: Schloßfilm Hamburg, Erstaufführung 1995, 2005 Neu-Edition auf DVD von Stefan Mischer mit Unterstützung des früheren Präsidenten der Grabbe-Gesellschaft Werner Broer. Der Spielfilm beschreibt die berühmte Schlacht im Teutoburger Wald, die von Historikern heute häufig unter dem Namen „Varusschlacht“ behandelt wird. Der Film spielt zugleich in der Antike, im 19. Jahrhundert und in der Gegenwart. Christian Dietrich Grabbe taucht hier in mehreren Szenen auf, zunächst beim Schreiben des Dramas in seiner Kneipe, dann auf der Velmerstot im Eggegebirge, wo er, im Widerspruch zu den historischen Fakten, seinem Kollegen Heinrich von Kleist begegnet. Zuletzt sehen ihn die Zuschauer im Schlachtgetümmel, wo er, leicht angetrunken, ebenfalls mit Heinrich von Kleist über die Idee des Helden und die Aufgaben der Dichter debattiert.

## Oper, Theaterstück, Novelle über Grabbe
- Grabbes Leben, Kammeroper in drei Akten von Walter Steffens, Libretto Peter Schütze, Auftragswerk des Landestheaters Detmold zu Grabbes 150. Todestag, konzertante Teilaufführung an der Hamburgischen Staatsoper 15. Mai 1986, Uraufführung am 12. September 1986 am Landestheater Detmold.
- Grabbes Grab von Sewan Latchinian; geschrieben 1984, veröffentlicht in Temperamente Blätter für junge Literatur 2/1985, Verlag Neues Leben Berlin, Liz.Nr.: 303/305/2/85, Uraufführung 1986 im Mecklenburgischen Staatstheater Schwerin.
- Ludwig Bäte: Der trunkene Tod. Eine Grabbe-Novelle, Goslar 1947.